# Жеденов Володимир Миколайович
Жеденов Володимир Миколайович (15 липня 1908—24 березня 1962) — радянський морфолог, доктор біологічних наук (1944), професор (1944).

## Біографія
Закінчив Новочеркаський ветеринарний інститут (1930). Працював в 1931—1944 в Чкаловському сільськогосподарському інституті (нині Оренбург).
Завідував кафедрами анатомії сільськогосподарських тварин в Оренбурзькому (1935—1944) і Одеському (з 1944 року) сільгоспінститутах.
У 1947—1956 — голова наукового біологічного суспільства Одеси, з 1956 — заступник голови Одеської філії товариства анатомів, гістологів і ембріологів і секції домашніх і промислових тварин Всесоюзного товариства анатомів, гістологів і ембріологів.

## Наукова діяльність
Автор близько 100 наукових робіт, присвячених порівняльної анатомії тварин і людини. Найбільш цінна наукова інформація міститься в роботах по вивченню серця людини з описом характерних особливостей від сердець тварин. В результаті великих досліджень із застосуванням розробленої ним методики розтину отримано ряд нових даних за будовою і розвитку серця людини, проаналізовані його форми в аспекті онтофілогенеза.
Встановлено лінія збільшення перикарда до великих судинних стовбурів у людини, яка, максимально зміщена до периферії, що обумовлює найбільшу свободу руху серця. Виявлено шляхи перетворення венозного синуса і синусних клапанів правого передсердя в процесі еволюції. Описано особливості рецессуса лівого передсердя, і розташування гирл легеневих вен, а також значна зміна в розташуванні атріовентрикулярних і артеріальних отворів. Встановлено веретеноподібне розширення висхідної аорти з подальшим завершенням різким перешийком після відходження трьох великих стовбурів. Дана детальна характеристика овального вікна і евстахиева клапана при ньому; наявність досить великого отвору, короткий клапан без ниток на кінці привертають до збереження наскрізного ходу і розвитку ряду інших вроджених дефектів. Крім серця, велике місце в порівняльно-анатомічних дослідженнях В. М. Жеденова займали легені тварин і людини. Порівняльна анатомія легень розглядалася в аспекті їх загальних морфофункціональних особливостей, виникнення і поступального перетворення в філогенезі, пайової розчленування бронхососудістие розгалужень, формування на етапах онтогенезу та ін.
Отримані дані інтерпретовані з позицій еволюційної морфології на основі вчення А. Н. Северцова, який стежив за ходом його ранніх досліджень. В. М. Жеденов тісно співпрацював з Інститутом еволюційної морфології АН СРСР, його роботи за поданням академіків Л. А. Орбелі і І. І. Шмальгаузена опубліковані в «Доповідях АН СРСР». Результати досліджень узагальнені в монографії «Легкі і серце тварин і людини» (1954, 1961). Поряд з високим теоретичним значенням праці вченого знайшли практичне застосування у вітчизняній кардіохірургії, особливо при вроджених вадах серця. Ними користувалися А. Н. Бакулев і його учні. В. Н. Жеденов створив школу порівняльних анатомів. Наукову і педагогічну діяльність він успішно поєднував з організаційно-громадської.
Нагороджений орденом Трудового Червоного Прапора і медалями.